# Trauma por traición
El trauma por traición se define como un trauma perpetrado por alguien con quien la víctima tiene una relación estrecha y de la que depende para su apoyo y supervivencia. El concepto introducido originalmente por Jennifer Freyd en 1994, la teoría del trauma de la traición (BTT, por sus siglas en inglés), aborda situaciones en las que las personas o instituciones en las que una persona confía para su protección, recursos y supervivencia violan la confianza o el bienestar de esa persona. La BTT enfatiza la importancia de la traición como antecedente central de la disociación implícitamente dirigida a preservar la relación con el cuidador. La BTT sugiere que un individuo (por ejemplo, un hijo o cónyuge), al depender de otro (por ejemplo, su cuidador o pareja) para su apoyo, tendrá una mayor necesidad de disociar las experiencias traumáticas de la conciencia para preservar la relación.

## Antecedentes
La teoría del trauma por traición surgió para integrar los procesos evolutivos, los módulos mentales, las cogniciones sociales y las necesidades de desarrollo con el grado en que se viola la ética fundamental de las relaciones humanas. Un componente fundamental del aspecto disociativo de la BTT postula que todos los humanos poseen un mecanismo mental inherente para detectar violaciones de los contratos sociales (es decir, "detectores de tramposos"), "La BTT postula que, en el contexto de las relaciones abusivas en las que escapar no es una opción viable, el mecanismo de detección de los infieles puede suprimirse por el objetivo superior de la supervivencia. Así, el trauma por traición ofrece una teoría de la amnesia psicógena diseñada para evaluar tanto el papel del apego en la supervivencia humana como la importancia de bloquear la experiencia dolorosa.

## Tipos

### Abuso sexual infantil
El abuso sexual infantil (ASI) puede consistir en el acoso por parte de uno o varios cuidadores o familiares cercanos. Aunque el abuso físico y emocional durante la infancia está presente en el contexto del BTT, las investigaciones han descubierto que el ASI provoca una alteración más significativa de las capacidades y es más característico de una violación sustancial de la ética humana. En particular, el grado en que uno es violado por un cuidador o una relación cercana puede influir en la naturaleza del trauma y en la respuesta al mismo. El BTT sugiere que el ASI está estrechamente relacionado con la amnesia psicógena u otros procesos disociativos que se producen como medio para mantener el apego con el cuidador y promover la supervivencia. El hecho de que la víctima reconozca la violación del ASI podría aumentar el riesgo de deterioro del apego proporcionado por el cuidador y aumentar el potencial de peligro para el niño. Dicho trauma tiene vínculos directos con la provocación del proceso de "ceguera a la traición" [2] Asimismo, las pruebas sugieren que es más probable que dicho trauma se olvide en comparación con el abuso infantil no sexual [6] Para ayudar a mitigar el olvido de dicho trauma o la revictimización de los niños, se han sugerido intervenciones tempranas. Se cree que estos esfuerzos de intervención temprana ayudan con las consecuencias a largo plazo del trauma de la traición.

### Traición institucional
La traición institucional se refiere a las malas acciones perpetradas cuando una institución no previene o no responde adecuadamente a las malas acciones de otros individuos. En los casos en los que las personas que sufren sucesos traumáticos depositan una gran confianza en los sistemas jurídico, médico y de salud mental para que se ocupen de sus males, se arriesgan a la incredulidad, la culpa y la denegación de ayuda. Las prioridades de la institución, como la protección de su reputación, pueden aumentar la probabilidad de que las instituciones no respondan adecuadamente. Las instituciones pueden intentar enérgicamente evitar que se sepa de dichas agresiones, lo que puede adoptar la forma de un intento de silenciar al individuo. La falta de validación y el trauma interpersonal por la traición institucional pueden examinarse a través de una lente BTT y se han descrito como una "segunda agresión", que puede exacerbar los efectos del trauma inicial sufrido.

#### Instituciones académicas
El trauma por traición institucional puede ser especialmente generalizado en entornos que normalizan los contextos abusivos, adoptan procedimientos y políticas poco claros y potencialmente estigmatizadores, apoyan el encubrimiento y la desinformación, y castigan a las víctimas y a los denunciantes. Las agresiones sexuales que tienen lugar en campus universitarios en los que el sistema no ayuda ni responde constituyen BT. Del mismo modo, las agresiones sexuales cometidas por personas cercanas en un contexto en el que la traición es implícita, y difíciles de detectar, han recibido cada vez más atención en los medios de comunicación a través de campañas orientadas a poner de relieve la prevalencia de los abusos en instituciones profesionales y académicas.
En la década de 2010 la literatura se ha ampliado en esta área para evaluar las poblaciones minoritarias, como las minorías sexuales y de género (GSM), que pueden estar en mayor riesgo de experimentar la traición institucional en las instituciones académicas.

#### Militar
En un esfuerzo por medir directamente la traición institucional, los resultados de las comparaciones de mujeres veteranas que sufrieron agresiones sexuales en el ámbito civil y las que sufrieron agresiones sexuales en el ejército de Estados Unidos indicaron que la traición institucional era mayor en contextos militares cuando los miembros dependían en gran medida del ejército para su seguridad, protección y empleo. Aunque la investigación sobre el trauma sexual militar (TSM) está todavía en sus inicios, la literatura ha identificado la relación agresor-víctima como un impedimento primario para denunciar la agresión, lo que podría afectar a la situación laboral y contribuir a perturbar la cohesión de la unidad, el ostracismo, la incapacidad para abandonar o cambiar de lugar de destino.
Las pruebas que evalúan el impacto de la agresión o el acoso durante el servicio militar y la atención médica están plagadas de culpabilización de las víctimas y de políticas implícitas de trato irrespetuoso. Además, las nuevas investigaciones han descubierto que las instituciones (por ejemplo, los entornos laborales, las organizaciones religiosas y las escuelas) tienen el potencial de empeorar los resultados postraumáticos o ser una fuente de injusticia y daño social.

#### Cumplimiento de la ley
La bibliografía indica que las fuerzas policiales estadounidenses tienen un largo historial demostrable de uso de la fuerza coercitiva. Sin embargo, las recientes muertes sospechosas de ser consecuencia del uso excesivo de la fuerza por parte de agentes de policía (por ejemplo, el tiroteo de Stephon Clark y el de Philando Castile) han arrojado luz sobre la cuestión de la brutalidad policial como forma de traición institucional. Las investigaciones han revelado que las minorías culturales tienden a sufrir brutalidad policial con más frecuencia que sus homólogos estadounidenses de origen europeo, debido a los estereotipos que asocian la actividad delictiva con la raza o la etnia, especialmente en las zonas urbanas, donde los índices de delincuencia son elevados y la presencia de minorías culturales es más frecuente. Además, estudios recientes han señalado que las personas con enfermedades mentales corren un mayor riesgo de sufrir brutalidad policial, especialmente en lo que respecta al suicidio por un oficial de policía.

#### Sistema sanitario
La literatura emergente ha articulado la necesidad de profundizar en la investigación que evalúa la prevalencia y el impacto de la traición institucional en los entornos sanitarios, haciendo hincapié en la comprensión de la relación entre el nivel de confianza que los pacientes depositan en los médicos, las expectativas asociadas de que los médicos darán prioridad a la protección del bienestar de los pacientes y las experiencias médicas adversas incurridas que se conceptualizan como traición institucional.

### Traición romántica
Al evaluar el trauma de la traición en las relaciones románticas, la literatura anterior se centraba en el impacto de la infidelidad en las relaciones monógamas. En este contexto, la traición está presente en la relación como un incumplimiento de un acuerdo tácito. La literatura más reciente que explora el trauma por traición en las relaciones románticas se ha centrado en la inclusión de la violencia doméstica (VD). La VD implica una traición a la confianza cuando uno de los miembros de la pareja es repetidamente golpeado, degradado y violado, y se ha demostrado que constituye BTT, particularmente en los casos en que la víctima permanece con el abusador o vuelve a él, no denuncia el abuso o no informa de la gravedad del abuso en curso, lo que se ha relacionado con profundos sentimientos de vergüenza y ansiedad en la víctima. La lesión del apego se ha indicado como un componente adicional de BTT en contextos románticos, caracterizado por el abandono o la traición de la confianza en momentos de necesidad.
En el contexto de la violencia en la pareja (VPI), se sugiere que la vulnerabilidad/miedo, las expectativas de la relación, la vergüenza/baja autoestima y los problemas de comunicación son formas en que la exposición al trauma de la traición se manifiesta y posteriormente sirve como barrera para formar nuevas relaciones románticas.

## Características principales

### Teoría del apego
Artículo principal: Teoría del apego
John Bowlby fue el primero en identificar, en 1969, el vínculo entre los procesos de apego y la psicopatología disociativa. Se refirió a las representaciones internas como Modelos de Trabajo Interno (MTI) con los que se puede discernir qué contenido interno es dominante y merece atención y cuál puede segregarse en la propia conciencia inconsciente. Una vez que se activa el sistema de apego, el MTI se identifica como guía para la formación tanto de la conducta de apego como de la valoración de las emociones de apego en uno mismo y en los demás. Bowlby subraya que las experiencias traumatizantes con el cuidador pueden tener un impacto negativo en la seguridad del apego del niño, el estrés, las estrategias de afrontamiento y el sentido de sí mismo.
MTI con organización segura: La evidencia indica que el apego seguro se asocia con valoraciones positivas de las propias emociones de apego y expectativas de que la petición del niño será experimentada como significativa y legítima por su cuidador.
MTI organizado de forma insegura (evitativo o resistente): Asociada a una valoración negativa de las emociones de apego y a expectativas de que la propia petición de atención y apego será recibida como una molestia o una intrusión para el cuidador.
MTI desorganizado: Vinculado a traumas y pérdidas no resueltos experimentados por el cuidador y el efecto que tuvo en el posterior estilo de apego con su descendencia. Main y Hesse en 1990 teorizaron que en el contexto del BTT el apego desorganizado se desarrolla cuando el cuidador es tanto una fuente de solución para el niño como una fuente de miedo. Se propone que esta forma de apego experimenta con más frecuencia una alteración de la conciencia similar a la disociación.

### Disociación
La disociación se describe como la interrupción de la memoria consciente, la identidad o la percepción del entorno inmediato. Freyd y sus colegas (2007) identificaron el "aislamiento del conocimiento" o el grado en que la información se oculta a la conciencia. Desde una perspectiva neurológica, la disociación durante momentos de estrés extremo o trauma puede invocar mecanismos neuronales que provoquen alteraciones a largo plazo en el funcionamiento cerebral. Otras pruebas han implicado el efecto del trauma infantil como factor etiológico de la disociación. Las investigaciones sugieren que el nivel de trauma por traición experimentado (por ejemplo, alto, moderado, bajo) puede influir en el grado de disociación. Los traumas por baja traición (LBT, por sus siglas en inglés) se consideran no menos graves que los traumas por alta traición  (HBT, por sus siglas en inglés). Las investigaciones sugieren que el nivel de trauma por traición experimentado (p. ej., alto, moderado, bajo) puede influir en el grado de disociación. Los traumas por baja traición  (LBT) se consideran no menos graves que los traumas por alta traición  (HBT), pero se postula que carecen de la violación de la confianza que caracteriza a los HBT. Además, pruebas empíricas consolidadas han indicado que la exposición a los HBT está relacionada con mayores niveles de disociación y deterioro de la memoria de palabras relacionadas con el trauma en comparación con los disociadores bajos.
El trauma y los trastornos relacionados con el estrés incluyen con frecuencia experiencias disociativas. Las pruebas sugieren que la disociación durante el trauma permite a los individuos afectados compartimentar la experiencia traumática de su conciencia. En el contexto de la BTT, la disociación se conceptualiza como un proceso adaptativo destinado a mantener la autoconservación y servir de protección contra el dolor psicológico. Las perspectivas del desarrollo de la psicopatología junto con la teoría del apego citan el mecanismo de la disociación como una característica central para comprender los trastornos psiquiátricos producidos por el entorno. Las pruebas han indicado que la disociación puede producirse en casos extremos, cuando puede surgir un estado alternativo de la personalidad (es decir, alterado), como ocurre con frecuencia en el trastorno de identidad disociativo (TID).

### Pérdida del mundo de los supuestos
El mundo asuntivo se refiere a un sistema de creencias central que refleja que los individuos perciben el mundo como seguro y justo. Janoff-Bulman (1992) identificó tres supuestos (por ejemplo, el mundo como benévolo, significativo y digno), que pueden ser destrozados por distorsiones en el comportamiento social. En el contexto del BTT, las violaciones perpetradas por los cuidadores o las relaciones cercanas han sido implicadas para deteriorar las visiones del mundo asuntivo y contribuir a la evitación del trauma experimentado.

## Presencia en psicopatología
Los modelos de trastornos disociativos basados en el apego y los trastornos relacionados con el trauma que implican trauma por traición se han indicado en grupos diagnósticos como el trastorno por estrés postraumático, los trastornos de la personalidad, los trastornos relacionados con el trauma y el estrés, los trastornos disociativos, el espectro esquizofrénico y otros trastornos psicóticos y los trastornos relacionados con sustancias y adictivos. Muchos de estos trastornos pueden estar predispuestos a experimentar trauma por traición y el trauma por traición debe explorarse como factor que contribuye a los síntomas.

### Trastorno de estrés postraumático
El BTT incluye a un individuo que puede experimentar poco o ningún conocimiento consciente de su trauma. Si el superviviente del trauma no tiene conocimiento consciente, los efectos del abuso pueden manifestarse con síntomas físicos y psicológicos como la disociación. Muchos han descubierto que la disociación puede ser un factor predictivo del desarrollo de un trastorno de estrés postraumático (TEPT) después de que se haya producido el trauma.

### Trastorno de identidad disociativo
Algunas víctimas de traumas despliegan una respuesta protectora como la disociación o la represión para bloquear la conciencia del trauma. La BTT indica que el abuso sexual infantil y otras lesiones interpersonales crean la reacción disociativa. El trastorno de identidad disociativo (TID) suele estar relacionado con traumas abrumadores prolongados, como el abuso sexual en la infancia. Este trauma puede crear una alteración de la identidad en la que hay dos o más personalidades distintas en una persona en la que la percepción, la cognición y el sentido del yo y de la agencia son diferentes. La persona puede experimentar lagunas en el recuerdo de acontecimientos cotidianos o traumáticos.

### Trastornos por consumo de sustancias
Se ha sugerido que el trauma interpersonal, como el trauma por traición, puede en algunos casos tener vínculos con el consumo de sustancias. Este consumo de sustancias puede consistir en borracheras episódicas o en un consumo crónico de sustancias que puede cumplir los criterios diagnósticos del trastorno por consumo de sustancias. Las investigaciones han descubierto que el abuso físico o sexual en la infancia aumenta el riesgo de consumo de sustancias. Algunos postulan que, debido a que el trauma de la traición puede crear una pérdida de control, esa pérdida de control se incorpora al consumo de sustancias. Otros piensan que el consumo de sustancias es una forma de hacer frente a los rasgos de afecto negativo postraumático, como la evitación, la reducción de la tensión o la automedicación.

### Trastornos de la personalidad
El desarrollo del trastorno límite de la personalidad (TLP) puede estar relacionado con el maltrato temprano y las dificultades de apego. En ocasiones, el maltrato se debe al abuso emocional, físico, verbal o sexual por parte de los cuidadores. La BTT incorpora tanto el apego como el daño de un cuidador en la definición de la teoría. La BTT incluye la disociación como criterio diagnóstico del TLP. Algunos postulan que la BTT puede explicar la disociación que experimenta el TLP porque la disociación es un mecanismo de defensa contra el trauma infantil. Se ha implicado a los traumas de alta traición en el desarrollo de rasgos indicativos del trastorno límite de la personalidad. Es probable que esto se deba a que los padres de un niño con TLP también suelen tener ellos mismos trastornos de la personalidad, lo que tiene un efecto en el neurodesarrollo, a través de su genética, así como un impacto ambiental en el niño. El TLP se relaciona a menudo con la placidez y con presentar menos resistencia al abuso y permitir que continúe, o incluso beneficiarse de él debido a las características de amenaza-proxy aumentadas dentro del TLP, como el BDSM y el masoquismo.
El narcisismo patológico es otro trastorno de la personalidad en el que el trauma por traición puede tener un impacto, ya que el narcisismo es funcionalmente similar al TLP. Un trauma por alta traición  predijo significativamente tanto la dimensión narcisista grandiosa como la vulnerable.

### Espectro esquizofrénico y otros trastornos psicóticos
La disociación es un síntoma grave del trauma por traición y, recientemente, las alucinaciones se han relacionado con casos extremos de trauma por traición. Las investigaciones descubrieron que la adversidad en la infancia, como el trauma interpersonal como el trauma por traición, el acoso escolar y la muerte de uno de los padres, aumenta el riesgo de psicosis y alucinaciones. Hay investigaciones que sugieren que, individualmente, el trauma por traición del abuso en la infancia está relacionado con las alucinaciones. La intervención de larga data para el tratamiento de las alucinaciones ha sido la medicación, pero nuevas investigaciones sugieren que el tratamiento del trauma por traición puede reducir las alucinaciones cuando el abuso sexual infantil está presente en el pasado de la persona.

### Efectos intergeneracionales
Se ha descubierto que los niveles de disociación de los individuos se correlacionan con el trauma de traición experimentado por el individuo, pero también con el trauma de traición experimentado por la madre. Como posible mecanismo de esta transmisión intergeneracional, se ha propuesto que las madres con traumas de traición o síntomas disociativos pueden tener más dificultades para crear un entorno seguro para sus hijos.

## Tratamiento

### Evaluación de la traición
El Inventario de Trauma por Traición (Betrayal Trauma Inventory, BTI) se creó para evaluar el BTT en pacientes. El inventario evalúa el abuso físico, emocional y sexual en traumas de la infancia y/o la edad adulta. Muchas de las preguntas tienen sucesos definidos conductualmente, como "¿alguien le sujetó la cabeza bajo el agua o intentó ahogarle antes de los 16 años?". La respuesta a estas preguntas con un "sí" puede iniciar las preguntas de seguimiento que pueden incluir la edad, la relación, la gravedad de las lesiones y el recuerdo del suceso. Estos ítems se adaptaron del Inventario de Abuso y Perpetración (API). La administración del BTI dura unos 45 minutos y sólo evalúa el trauma antes de los 16 años.
La Encuesta Breve de Trauma por Traición (BBTS, por sus siglas en inglés) se adaptó a partir del BTI con el fin de evaluar rápidamente el BTT. Esta encuesta incluye 11 ítems separados para experiencias traumáticas como abuso sexual, físico y emocional. Incluye si se trató de alguien cercano o de un acontecimiento interpersonal. Esta encuesta analiza los sucesos ocurridos antes de los 18 años.
El Cuestionario de Traición Institucional (IBQ), creado por Smith y Freyd (2011), es un cuestionario de 10 ítems que evalúa la traición institucional en el contexto de la agresión sexual en el campus universitario' e identifica el nivel de implicación de la institución en la experiencia sexual no deseada y las experiencias asociadas (por ejemplo, la normalización de la agresión sexual, la creación de entornos que facilitan la agresión sexual y el encubrimiento de incidentes de agresión sexual).

### Intervenciones
El tratamiento del trauma por traición es relativamente nuevo en psicología. Muchos creen que el tratamiento adecuado son los tratamientos basados en la evidencia para un diagnóstico particular, otros creen que el trauma por traición es único y debe ser tratado con un tratamiento individual. En un artículo de Jennifer M. Gómez en 2016 se postuló que la terapia relacional-cultural es adecuada para tratar el trauma por traición. Esta terapia establecida por Jean Miller siguiendo las terapias feministas emergentes sugirió que el terapeuta debe centrarse en las desconexiones relacionales que un cliente está experimentando en contraposición a los síntomas. Trabajar a través de descontextualizar el trauma de la traición y separar la toma de decisiones propias se postula que funciona mejor para el tratamiento del trauma de la traición.
En la intersección de la psicología del trauma y la adicción, Patrick Carnes y Bonnie Phillips han utilizado el vínculo de traición y el trauma de traición dentro de un programa para la curación en personas que están en relaciones de explotación.